# Serie A1 2003-2004 (pallavolo maschile)
La Serie A1 italiana di pallavolo maschile 2003-2004 si è svolta dal 20 settembre 2003 al 12 maggio 2004: al torneo hanno partecipato quattordici squadre di club italiane e la vittoria finale è andata per la settima volta, la seconda consecutiva, al Volley Treviso.

## Regolamento
Le squadre hanno disputato un girone all'italiana, con gare di andata e ritorno, per un totale di ventisei giornate; al termine della regular season:
- Le prime otto classificate hanno acceduto ai play-off scudetto, strutturati in quarti di finale, semifinali e finale, tutte giocate al meglio di tre vittorie su cinque gare.
- Le ultime due classificate sono retrocesse in Serie A2.

## Squadre partecipanti
Al campionato di Serie A1 2003-04 hanno partecipato quattordici squadre: quelle neopromosse dalla Serie A2 sono state l'Associazione Sportiva Pinuccio Capurso Volley Gioia, vincitrice del campionato, e l'AdriaVolley Trieste, vincitrice dei play-off promozione; due squadre che hanno avuto il diritto di partecipazione, ossia il Volley Milano e la Pallavolo Piacenza, hanno rinunciato all'iscrizione: queste hanno ceduto il titolo sportivo rispettivamente alla Pallavolo Piacenza e al Ducato Volley.
| Club            | Città           | Palazzetto                             | Stagione precedente                                |
| --------------- | --------------- | -------------------------------------- | -------------------------------------------------- |
| Piemonte        | Cuneo           | PalaBreBanca Cuneo                     | 8ª in Serie A1; Quarti di finale play-off scudetto |
| 4 Torri Ferrara | Ferrara         | Palazzetto dello Sport Ferrara         | 5ª in Serie A1; Quarti di finale play-off scudetto |
| Capurso Gioia   | Gioia del Colle | Palazzetto dello Sport Gioia del Colle | 1ª in Serie A2                                     |
| Latina          | Latina          | PalaBianchini Latina                   | 6ª in Serie A1; Quarti di finale play-off scudetto |
| Lube            | Macerata        | PalaFontescodella Macerata             | 3ª in Serie A1; Semifinali play-off scudetto       |
| Daytona         | Modena          | PalaPanini Modena                      | 2ª in Serie A1; Finale play-off scudetto           |
| Gabeca          | Montichiari     | PalaGeorge Montichiari                 | 10ª in Serie A1                                    |
| Sempre Padova   | Padova          | PalaFabris Padova                      | 11ª in Serie A1                                    |
| Ducato          | Parma           | PalaRaschi Parma                       | -                                                  |
| Perugia         | Perugia         | PalaEvangelisti Perugia                | 9ª in Serie A1                                     |
| Piacenza        | Piacenza        | PalaFranzanti Piacenza                 | 12ª in Serie A1                                    |
| Trentino        | Trento          | PalaTrento Trento                      | 7ª in Serie A1; Quarti di finale play-off scudetto |
| Treviso         | Treviso         | PalaVerde Treviso                      | 1ª in Serie A1; Campione d'Italia                  |
| Adriavolley     | Trieste         | PalaTrieste Trieste                    | 2ª in Serie A2; Vincitrice play-off promozione     |

## Torneo

### Regular season

#### Risultati
| Prima giornata |                         |     |                                   |
|                |                         |     |                                   |
| 20-09          | Ferrara-Montichiari     | 3-1 | 35-37, 26-24, 25-19, 25-22        |
| 20-09          | Latina-Trento           | 3-1 | 25-19, 25-20, 24-26, 25-21        |
| 21-09          | Modena-Padova           | 3-0 | 25-20, 25-23, 25-23               |
| 21-09          | Parma-Perugia           | 3-2 | 23-25, 26-24, 26-24, 23-25, 15-10 |
| 21-09          | Piacenza-Cuneo          | 2-3 | 25-17, 22-25, 19-25, 25-18, 13-15 |
| 21-09          | Treviso-Gioia del Colle | 2-3 | 25-13, 23-25, 21-25, 25-23, 16-18 |
| 21-09          | Trieste-Macerata        | 1-3 | 19-25, 25-20, 21-25, 22-25        |

| Seconda giornata |                         |     |                            |
|                  |                         |     |                            |
| 28-09            | Cuneo-Trieste           | 3-0 | 25-17, 25-21, 26-24        |
| 28-09            | Gioia del Colle-Ferrara | 1-3 | 22-25, 20-25, 25-19, 22-25 |
| 27-09            | Macerata-Parma          | 3-0 | 25-22, 25-18, 25-17        |
| 28-09            | Montichiari-Modena      | 3-1 | 27-29, 25-19, 25-20, 25-15 |
| 28-09            | Padova-Piacenza         | 3-0 | 25-22, 25-22, 26-24        |
| 28-09            | Perugia-Latina          | 3-1 | 25-17, 25-21, 23-25, 25-21 |
| 27-09            | Trento-Treviso          | 3-0 | 25-23, 25-18, 25-20        |

| Terza giornata |                          |     |                                   |
|                |                          |     |                                   |
| 05-10          | Ferrara-Perugia          | 2-3 | 20-25, 20-25, 25-23, 25-22, 13-15 |
| 04-10          | Modena-Cuneo             | 0-3 | 23-25, 22-25, 20-25               |
| 05-10          | Padova-Macerata          | 3-0 | 25-23, 25-21, 25-19               |
| 05-10          | Parma-Trento             | 3-0 | 25-21, 25-21, 25-21               |
| 04-10          | Piacenza-Gioia del Colle | 3-0 | 25-13, 25-18, 25-9                |
| 05-10          | Treviso-Latina           | 2-3 | 28-30, 23-25, 25-23, 25-20, 13-15 |
| 05-10          | Trieste-Montichiari      | 1-3 | 24-26, 25-21, 21-25, 19-25        |

| Quarta giornata |                         |     |                                   |
|                 |                         |     |                                   |
| 08-10           | Latina-Modena           | 3-1 | 25-23, 33-35, 25-21, 25-22        |
| 08-10           | Macerata-Piacenza       | 3-2 | 25-27, 20-25, 25-22, 25-19, 15-11 |
| 08-10           | Montichiari-Cuneo       | 3-1 | 25-27, 20-25, 25-22, 25-19        |
| 07-10           | Parma-Treviso           | 0-3 | 18-25, 22-25, 20-25               |
| 08-10           | Perugia-Gioia del Colle | 3-1 | 24-26, 25-17, 25-19, 25-22        |
| 08-10           | Trento-Padova           | 3-1 | 25-15, 25-16, 23-25, 25-21        |
| 09-10           | Trieste-Ferrara         | 3-1 | 25-21, 25-16, 23-25, 25-21        |

| Quinta giornata |                       |     |                                   |
|                 |                       |     |                                   |
| 11-10           | Cuneo-Latina          | 3-2 | 22-25, 25-18, 24-26, 27-25, 15-12 |
| 12-10           | Gioia del Colle-Parma | 3-0 | 25-20, 25-21, 26-24               |
| 12-10           | Modena-Macerata       | 1-3 | 23-25, 19-25, 25-22, 23-25        |
| 13-10           | Montichiari-Trento    | 1-3 | 28-30, 23-25, 25-20, 21-25        |
| 11-10           | Padova-Perugia        | 3-1 | 25-20, 25-14, 19-25, 25-21        |
| 12-10           | Piacenza-Trieste      | 3-1 | 22-25, 25-21, 25-21, 25-12        |
| 11-10           | Treviso-Ferrara       | 1-3 | 25-20, 23-25, 25-20, 25-18        |

| Sesta giornata |                        |     |                                   |
|                |                        |     |                                   |
| 19-10          | Ferrara-Piacenza       | 1-3 | 25-27, 27-25, 18-25, 19-25        |
| 19-10          | Latina-Gioia del Colle | 2-3 | 29-27, 25-27, 22-25, 25-22, 11-15 |
| 19-10          | Parma-Cuneo            | 3-0 | 26-24, 25-19, 25-22               |
| 18-10          | Perugia-Montichiari    | 3-1 | 23-25, 27-25, 25-19, 25-19        |
| 19-10          | Trento-Macerata        | 3-0 | 25-20, 25-22, 25-20               |
| 18-10          | Treviso-Modena         | 3-1 | 25-20, 18-25, 25-21, 25-17        |
| 19-10          | Trieste-Padova         | 0-3 | 18-25, 23-25, 20-25               |

| Settima giornata |                        |     |                                   |
|                  |                        |     |                                   |
| 26-10            | Cuneo-Perugia          | 3-0 | 25-20, 31-29, 25-20               |
| 25-10            | Gioia del Colle-Trento | 1-3 | 20-25, 18-25, 26-24, 17-25        |
| 26-10            | Macerata-Latina        | 3-0 | 25-16, 25-20, 27-25               |
| 26-10            | Modena-Trieste         | 3-1 | 25-9, 25-17, 28-30, 25-14         |
| 25-10            | Montichiari-Parma      | 1-3 | 23-25, 29-27, 25-27, 20-25        |
| 26-10            | Padova-Ferrara         | 3-2 | 19-25, 21-25, 25-18, 25-19, 15-12 |
| 26-10            | Piacenza-Treviso       | 3-1 | 27-29, 25-14, 25-20, 25-15        |

| Ottava giornata |                             |     |                                   |
|                 |                             |     |                                   |
| 28-10           | Ferrara-Cuneo               | 3-2 | 23-25, 27-25, 20-25, 25-22, 15-11 |
| 29-10           | Gioia del Colle-Montichiari | 2-3 | 20-25, 25-23, 15-25, 25-18, 12-15 |
| 29-10           | Latina-Piacenza             | 1-3 | 22-25, 14-25, 29-27, 19-25        |
| 29-10           | Parma-Padova                | 3-1 | 25-19, 25-23, 25-27, 25-11        |
| 29-10           | Perugia-Macerata            | 0-3 | 22-25, 21-25, 21-25               |
| 29-10           | Trento-Modena               | 3-2 | 23-25, 25-21, 25-19, 21-25, 15-11 |
| 29-10           | Treviso-Trieste             | 3-0 | 25-15, 25-23, 30-28               |

| Nona giornata |                          |     |                                   |
|               |                          |     |                                   |
| 01-11         | Cuneo-Trento             | 0-3 | 21-25, 21-25, 17-25               |
| 01-11         | Macerata-Gioia del Colle | 3-0 | 25-18, 25-20, 25-17               |
| 02-11         | Modena-Ferrara           | 3-1 | 26-28, 25-20, 25-21, 25-22        |
| 01-11         | Montichiari-Latina       | 3-1 | 23-25, 25-21, 33-31, 25-23        |
| 01-11         | Padova-Treviso           | 3-2 | 23-25, 26-24, 23-25, 25-20, 15-13 |
| 01-11         | Piacenza-Parma           | 3-0 | 25-18, 25-13, 25-20               |
| 01-11         | Trieste-Perugia          | 0-3 | 23-25, 23-25, 17-25               |

| Decima giornata |                         |     |                                   |
|                 |                         |     |                                   |
| 07-12           | Cuneo-Padova            | 2-3 | 16-25, 25-19, 25-22, 23-25, 10-15 |
| 07-12           | Ferrara-Macerata        | 3-1 | 18-25, 20-25, 26-24, 25-17        |
| 07-12           | Latina-Parma            | 3-2 | 24-26, 25-27, 27-25, 25-18, 17-15 |
| 07-12           | Modena-Piacenza         | 3-1 | 25-16, 25-23, 18-25, 25-18        |
| 06-12           | Perugia-Trento          | 1-3 | 18-25, 25-23, 25-27, 20-25        |
| 07-12           | Treviso-Montichiari     | 3-1 | 25-22, 21-25, 32-30, 25-10        |
| 06-12           | Trieste-Gioia del Colle | 0-3 | 25-27, 21-25, 22-25               |

| Undicesima giornata |                        |     |                                   |
|                     |                        |     |                                   |
| 14-12               | Gioia del Colle-Modena | 3-1 | 19-25, 25-22, 31-29, 25-20        |
| 14-12               | Latina-Trieste         | 3-0 | 25-18, 25-18, 25-19               |
| 13-12               | Macerata-Cuneo         | 1-3 | 26-24, 22-25, 23-25, 23-25        |
| 13-12               | Montichiari-Padova     | 3-2 | 25-17, 25-19, 20-25, 30-32, 15-11 |
| 14-12               | Parma-Ferrara          | 3-0 | 29-27, 25-23, 28-26               |
| 14-12               | Perugia-Treviso        | 0-3 | 28-30, 17-25, 14-25               |
| 14-12               | Trento-Piacenza        | 3-1 | 23-25, 25-16, 25-20, 25-23        |

| Dodicesima giornata |                        |     |                                   |
|                     |                        |     |                                   |
| 21-12               | Cuneo-Treviso          | 1-3 | 22-25, 25-17, 21-25, 21-25        |
| 21-12               | Ferrara-Latina         | 2-3 | 25-20, 22-25, 25-23, 20-25, 8-15  |
| 21-12               | Macerata-Montichiari   | 3-2 | 25-21, 15-25, 20-25, 39-37, 16-14 |
| 20-12               | Modena-Parma           | 3-1 | 24-26, 25-21, 25-16, 25-23        |
| 20-12               | Padova-Gioia del Colle | 3-1 | 23-25, 25-21, 25-21, 25-19        |
| 21-12               | Piacenza-Perugia       | 3-0 | 25-19, 25-10, 25-17               |
| 21-12               | Trieste-Trento         | 0-3 | 17-25, 22-25, 17-25               |

| Tredicesima giornata |                       |     |                                   |
|                      |                       |     |                                   |
| 23-12                | Gioia del Colle-Cuneo | 3-2 | 27-25, 23-25, 25-23, 18-25, 15-11 |
| 23-12                | Latina-Padova         | 3-0 | 25-16, 25-18, 29-27               |
| 23-12                | Montichiari-Piacenza  | 0-3 | 17-25, 17-25, 23-25               |
| 23-12                | Parma-Trieste         | 3-1 | 19-25, 25-23, 25-18, 32-30        |
| 23-12                | Perugia-Modena        | 3-1 | 22-25, 25-22, 25-21, 30-28        |
| 23-12                | Trento-Ferrara        | 3-1 | 25-19, 23-25, 25-14, 25-22        |
| 23-12                | Treviso-Macerata      | 2-3 | 15-25, 25-23, 23-25, 25-23, 6-15  |

| Quattordicesima giornata |                         |     |                                   |
|                          |                         |     |                                   |
| 11-01                    | Cuneo-Piacenza          | 2-3 | 15-25, 28-26, 25-19, 23-25, 13-15 |
| 11-01                    | Gioia del Colle-Treviso | 3-1 | 26-24, 23-25, 25-22, 25-22        |
| 11-01                    | Macerata-Trieste        | 3-0 | 25-12, 25-21, 25-23               |
| 11-01                    | Montichiari-Ferrara     | 3-2 | 25-23, 30-28, 20-25, 19-25, 15-13 |
| 11-01                    | Padova-Modena           | 3-1 | 25-22, 27-25, 19-25, 25-19        |
| 12-01                    | Perugia-Parma           | 3-1 | 25-21, 25-20, 25-27, 25-17        |
| 11-01                    | Trento-Latina           | 3-1 | 25-17, 28-30, 25-16, 25-23        |

| Quindicesima giornata |                         |     |                            |
|                       |                         |     |                            |
| 17-01                 | Ferrara-Gioia del Colle | 3-1 | 25-22, 26-24, 22-25, 25-22 |
| 18-01                 | Latina-Perugia          | 1-3 | 23-25, 25-15, 22-25, 32-34 |
| 18-01                 | Modena-Montichiari      | 3-1 | 27-29, 25-22, 25-15, 25-22 |
| 17-01                 | Parma-Macerata          | 0-3 | 22-25, 29-31, 18-25        |
| 18-01                 | Piacenza-Padova         | 3-0 | 25-19, 25-14, 25-20        |
| 18-01                 | Treviso-Trento          | 3-0 | 32-30, 29-27, 25-23        |
| 18-01                 | Trieste-Cuneo           | 1-3 | 23-25, 28-26, 17-25, 22-25 |

| Sedicesima giornata |                          |     |                                   |
|                     |                          |     |                                   |
| 24-01               | Cuneo-Modena             | 3-0 | 25-22, 25-19, 25-16               |
| 25-01               | Gioia del Colle-Piacenza | 3-1 | 23-25, 25-23, 25-21, 25-23        |
| 25-01               | Latina-Treviso           | 2-3 | 26-24, 21-25, 22-25, 25-17, 11-15 |
| 25-01               | Macerata-Padova          | 3-0 | 29-16, 25-18, 25-11               |
| 25-01               | Montichiari-Trieste      | 3-1 | 25-14, 25-22, 28-30, 25-16        |
| 25-01               | Perugia-Ferrara          | 3-1 | 32-30, 25-22, 22-25, 25-16        |
| 24-01               | Trento-Parma             | 3-0 | 25-16, 25-18, 25-11               |

| Diciassettesima giornata |                         |     |                                   |
|                          |                         |     |                                   |
| 01-02                    | Cuneo-Montichiari       | 3-2 | 27-25, 23-25, 25-22, 13-25, 15-13 |
| 01-02                    | Ferrara-Trieste         | 3-0 | 25-23, 25-15, 25-18               |
| 31-01                    | Gioia del Colle-Perugia | 3-1 | 25-22, 15-25, 25-14, 25-23        |
| 31-01                    | Modena-Latina           | 1-3 | 28-26, 20-25, 21-25, 21-25        |
| 01-02                    | Padova-Trento           | 3-2 | 23-25, 15-25, 26-24, 28-26, 15-7  |
| 01-02                    | Piacenza-Macerata       | 0-3 | 22-25, 21-25, 22-25               |
| 01-02                    | Treviso-Parma           | 3-2 | 17-25, 25-18, 25-20, 14-25, 15-7  |

| Diciottesima giornata |                       |     |                                   |
|                       |                       |     |                                   |
| 07-2                  | Ferrara-Treviso       | 1-3 | 34-36, 25-18, 26-28, 24-26        |
| 08-2                  | Latina-Cuneo          | 3-1 | 25-19, 25-19, 23-25, 25-17        |
| 08-2                  | Macerata-Modena       | 3-2 | 25-22, 25-23, 22-25, 21-25, 15-12 |
| 08-2                  | Parma-Gioia del Colle | 3-2 | 23-25, 25-21, 25-11, 22-25, 15-7  |
| 08-2                  | Perugia-Padova        | 3-2 | 11-25, 21-25, 25-23, 25-18, 15-13 |
| 07-2                  | Trento-Montichiari    | 3-0 | 30-28, 25-21, 25-18               |
| 07-2                  | Trieste-Piacenza      | 0-3 | 20-25, 23-25, 17-25               |

| Diciannovesima giornata |                        |     |                                   |
|                         |                        |     |                                   |
| 18-02                   | Cuneo-Parma            | 1-3 | 19-25, 27-25, 25-27, 15-25        |
| 18-02                   | Gioia del Colle-Latina | 3-2 | 16-25, 25-22, 25-23, 20-25, 16-14 |
| 18-02                   | Macerata-Trento        | 2-3 | 25-21, 18-25, 18-25, 25-19, 14-16 |
| 18-02                   | Modena-Treviso         | 3-1 | 19-25, 25-22, 25-20, 25-23        |
| 17-02                   | Montichiari-Perugia    | 2-3 | 25-15, 25-19, 21-25, 23-25, 14-16 |
| 18-02                   | Padova-Trieste         | 3-1 | 25-12, 27-25, 21-25, 25-18        |
| 18-02                   | Piacenza-Ferrara       | 3-1 | 23-25, 25-15, 25-23, 25-22        |

| Ventesima giornata |                        |     |                                   |
|                    |                        |     |                                   |
| 22-02              | Ferrara-Padova         | 1-3 | 18-25, 25-20, 35-37, 18-25        |
| 22-02              | Latina-Macerata        | 0-3 | 25-27, 19-25, 23-25               |
| 22-02              | Parma-Montichiari      | 1-3 | 18-25, 24-26, 27-25, 17-25        |
| 21-02              | Perugia-Cuneo          | 2-3 | 26-28, 25-23, 25-23, 20-25, 13-15 |
| 22-02              | Trento-Gioia del Colle | 3-0 | 25-18, 25-22, 29-27               |
| 22-02              | Treviso-Piacenza       | 2-3 | 25-22, 20-25, 26-28, 25-19, 11-15 |
| 22-02              | Trieste-Modena         | 1-3 | 25-23, 25-27, 22-25, 25-27        |

| Ventunesima giornata |                             |     |                                  |
|                      |                             |     |                                  |
| 29-02                | Cuneo-Ferrara               | 1-3 | 22-25, 16-25, 25-23, 18-25       |
| 29-02                | Macerata-Perugia            | 3-0 | 25-23, 25-17, 25-22              |
| 28-02                | Modena-Trento               | 2-3 | 27-25, 25-20, 23-25, 22-25, 9-15 |
| 29-02                | Montichiari-Gioia del Colle | 3-1 | 25-19, 25-23, 21-25, 25-17       |
| 29-02                | Padova-Parma                | 3-1 | 25-16, 23-25, 25-20, 25-19       |
| 29-02                | Piacenza-Latina             | 3-0 | 25-19, 25-21, 25-22              |
| 28-02                | Trieste-Treviso             | 0-3 | 16-25, 16-25, 16-25              |

| Ventiduesima giornata |                          |     |                                   |
|                       |                          |     |                                   |
| 09-03                 | Ferrara-Modena           | 1-3 | 18-25, 18-25, 31-29, 21-25        |
| 07-03                 | Gioia del Colle-Macerata | 0-3 | 22-25, 20-25, 21-25               |
| 07-03                 | Latina-Montichiari       | 3-0 | 25-23, 25-20, 25-20               |
| 03-03                 | Parma-Piacenza           | 3-2 | 25-23, 22-25, 16-25, 25-22, 15-13 |
| 06-03                 | Perugia-Trieste          | 3-0 | 25-16, 25-20, 25-13               |
| 07-03                 | Trento-Cuneo             | 3-0 | 25-12, 25-16, 25-23               |
| 06-03                 | Treviso-Padova           | 3-0 | 25-19, 25-16, 25-16               |

| Ventitreesima giornata |                         |     |                            |
|                        |                         |     |                            |
| 13-03                  | Gioia del Colle-Trieste | 3-1 | 25-19, 25-17, 21-25, 25-17 |
| 14-03                  | Macerata-Ferrara        | 3-1 | 21-25, 25-22, 25-20, 25-22 |
| 14-03                  | Montichiari-Treviso     | 0-3 | 22-25, 20-25, 23-25        |
| 14-03                  | Padova-Cuneo            | 0-3 | 24-26, 23-25, 20-25        |
| 14-03                  | Parma-Latina            | 0-3 | 18-25, 19-25, 15-25        |
| 13-03                  | Piacenza-Modena         | 3-0 | 25-22, 25-15, 25-21        |
| 13-03                  | Trento-Perugia          | 3-0 | 30-28, 25-20, 25-23        |

| Ventiquattresima giornata |                        |     |                                   |
|                           |                        |     |                                   |
| 17-03                     | Cuneo-Macerata         | 3-1 | 25-20, 21-25, 25-22, 25-22        |
| 17-03                     | Ferrara-Parma          | 2-3 | 30-28, 25-23, 20-25, 26-28, 10-15 |
| 17-03                     | Modena-Gioia del Colle | 3-1 | 25-23, 23-25, 25-18, 25-17        |
| 17-03                     | Padova-Montichiari     | 3-1 | 23-25, 26-24, 25-23, 25-17        |
| 17-03                     | Piacenza-Trento        | 0-3 | 19-25, 20-25, 17-25               |
| 17-03                     | Treviso-Perugia        | 3-1 | 25-21, 19-25, 25-19, 34-32        |
| 17-03                     | Trieste-Latina         | 2-3 | 25-21, 20-25, 14-25, 25-23, 14-16 |

| Venticinquesima giornata |                        |     |                                   |
|                          |                        |     |                                   |
| 21-03                    | Gioia del Colle-Padova | 1-3 | 25-19, 20-25, 14-25, 19-25        |
| 21-03                    | Latina-Ferrara         | 3-1 | 25-23, 27-29, 25-15, 25-21        |
| 21-03                    | Montichiari-Macerata   | 3-2 | 25-13, 25-27, 19-25, 25-18, 15-12 |
| 21-03                    | Parma-Modena           | 3-0 | 25-22, 25-20, 25-23               |
| 21-03                    | Perugia-Piacenza       | 3-1 | 16-25, 25-20, 25-23, 25-20        |
| 21-03                    | Trento-Trieste         | 3-0 | 25-20, 25-19, 25-21               |
| 21-03                    | Treviso-Cuneo          | 3-0 | 25-13, 25-20, 25-20               |

| Ventiseiesima giornata |                       |     |                                   |
|                        |                       |     |                                   |
| 28-03                  | Cuneo-Gioia del Colle | 3-0 | 25-16, 28-26, 25-21               |
| 28-03                  | Ferrara-Trento        | 3-1 | 25-19, 27-25, 17-25, 25-20        |
| 28-03                  | Macerata-Treviso      | 3-1 | 17-25, 25-22, 25-21, 25-15        |
| 28-03                  | Modena-Perugia        | 3-1 | 25-20, 25-19, 22-25, 25-21        |
| 28-03                  | Padova-Latina         | 2-3 | 37-35, 20-25, 14-25, 25-10, 13-15 |
| 28-03                  | Piacenza-Montichiari  | 3-0 | 25-20, 25-13, 27-25               |
| 28-03                  | Trieste-Parma         | 2-3 | 25-16, 25-21, 20-25, 24-26, 13-15 |

#### Classifica
| Pos. | Squadra         | Pt | G  | V  | P  | SV | SP | Ratio | PF   | PS   | Ratio |
| ---- | --------------- | -- | -- | -- | -- | -- | -- | ----- | ---- | ---- | ----- |
| 1.   | Trentino        | 61 | 26 | 21 | 5  | 67 | 28 | 2.392 | 2282 | 2023 | 1.128 |
| 2.   | Lube            | 55 | 26 | 19 | 7  | 64 | 33 | 1.939 | 2256 | 2123 | 1.062 |
| 3.   | Treviso         | 51 | 26 | 16 | 10 | 62 | 40 | 1.550 | 2357 | 2241 | 1.051 |
| 4.   | Piacenza        | 49 | 26 | 16 | 10 | 58 | 39 | 1.487 | 2248 | 2030 | 1.107 |
| 5.   | Sempre Padova   | 44 | 26 | 15 | 11 | 53 | 49 | 1.081 | 2293 | 2264 | 1.012 |
| 6.   | Latina          | 41 | 26 | 14 | 12 | 55 | 51 | 1.078 | 2449 | 2382 | 1.028 |
| 7.   | Piemonte        | 39 | 26 | 13 | 13 | 52 | 50 | 1.040 | 2263 | 2310 | 0.979 |
| 8.   | Perugia         | 38 | 26 | 13 | 13 | 48 | 53 | 0.905 | 2272 | 2324 | 0.977 |
| 9.   | Ducato          | 36 | 26 | 13 | 13 | 47 | 53 | 0.886 | 2205 | 2295 | 0.960 |
| 10.  | Daytona         | 36 | 26 | 11 | 15 | 47 | 55 | 0.854 | 2357 | 2352 | 1.002 |
| 11.  | Gabeca          | 32 | 26 | 11 | 15 | 46 | 60 | 0.766 | 2442 | 2445 | 0.998 |
| 12.  | Capurso Gioia   | 31 | 26 | 11 | 15 | 45 | 58 | 0.775 | 2218 | 2390 | 0.928 |
| 13.  | 4 Torri Ferrara | 28 | 26 | 8  | 18 | 46 | 62 | 0.741 | 2445 | 2553 | 0.957 |
| 14.  | Adriavolley     | 5  | 26 | 1  | 25 | 17 | 76 | 0.223 | 1911 | 2266 | 0.843 |

| Qualificata ai play-off scudetto | Retrocessa in Serie A2 |

### Play-off scudetto

#### Tabellone
|  | Quarti di finale | Quarti di finale | Quarti di finale | Quarti di finale | Quarti di finale | Quarti di finale | Quarti di finale |  |  | Semifinali | Semifinali | Semifinali | Semifinali | Semifinali | Semifinali | Semifinali |   |   | Finale   | Finale   | Finale   | Finale   | Finale | Finale | Finale |  |
|  |                  |                  |                  |                  |                  |                  |                  |  |  |            |            |            |            |            |            |            |   |   |          |          |          |          |        |        |        |  |
|  | 1                | Trentino         | Trentino         | 3                | 2                | 0                | 1                |  |  |            |            |            |            |            |            |            |   |   |          |          |          |          |        |        |        |  |
|  | 8                | Perugia          | Perugia          | 2                | 3                | 3                | 3                |  |  | Perugia    | Perugia    | Perugia    | Perugia    | 1          | 1          | 0          |   |   |          |          |          |          |        |        |        |  |
|  | 4                | Piacenza         | Piacenza         | 3                | 2                | 3                | 3                |  |  | Piacenza   | Piacenza   | Piacenza   | Piacenza   | 3          | 3          | 3          |   |   |          |          |          |          |        |        |        |  |
|  | 5                | Sempre Padova    | Sempre Padova    | 1                | 3                | 0                | 0                |  |  |            |            |            |            |            |            |            |   |   | Piacenza | Piacenza | Piacenza | Piacenza | 1      | 1      | 0      |  |
|  | 3                | Treviso          | Treviso          | 3                | 0                | 3                | 3                |  |  |            |            | Treviso    | Treviso    | Treviso    | Treviso    | 3          | 3 | 3 |          |          |          |          |        |        |        |  |
|  | 6                | Latina           | Latina           | 0                | 3                | 0                | 2                |  |  | Treviso    | Treviso    | Treviso    | Treviso    | 3          | 3          | 3          |   |   |          |          |          |          |        |        |        |  |
|  | 2                | Lube             | 2                | 2                | 3                | 3                | 3                |  |  | Lube       | Lube       | Lube       | Lube       | 1          | 0          | 2          |   |   |          |          |          |          |        |        |        |  |
|  | 7                | Piemonte         | 3                | 3                | 2                | 2                | 2                |  |  |            |            |            |            |            |            |            |   |   |          |          |          |          |        |        |        |  |

#### Risultati
| Quarti di finale |                 |     |                                   |
|                  |                 |     |                                   |
| 01-04            | Trento-Perugia  | 3-2 | 18-25, 25-19, 25-21, 14-25, 15-9  |
| 01-04            | Piacenza-Padova | 3-1 | 25-23, 25-23, 18-25, 25-19        |
| 31-03            | Macerata-Cuneo  | 2-3 | 31-33, 25-22, 14-25, 25-19, 12-15 |
| 31-03            | Treviso-Latina  | 3-0 | 25-16, 25-22, 25-16               |

| 04-04 | Perugia-Trento  | 3-2 | 18-25, 22-25, 29-27, 26-24, 15-13 |
| 04-04 | Padova-Piacenza | 3-2 | 25-21, 19-25, 25-21, 14-25, 15-12 |
| 03-04 | Cuneo-Macerata  | 3-2 | 15-25, 26-24, 26-28, 25-22, 15-13 |
| 03-04 | Latina-Treviso  | 3-0 | 25-19, 25-16, 26-24               |

| 07-04 | Trento-Perugia  | 0-3 | 24-26, 25-27, 21-25               |
| 07-04 | Piacenza-Padova | 3-0 | 25-21, 25-23, 25-18               |
| 07-04 | Macerata-Cuneo  | 3-2 | 25-21, 25-23, 16-25, 21-25, 15-12 |
| 07-04 | Treviso-Latina  | 3-0 | 25-19, 25-21, 25-18               |

| 10-04 | Perugia-Trento  | 3-1 | 24-26, 26-24, 25-18, 25-19        |
| 10-04 | Padova-Piacenza | 0-3 | 20-25, 13-25, 23-25               |
| 10-04 | Cuneo-Macerata  | 2-3 | 18-25, 13-25, 25-21, 25-23, 13-15 |
| 10-04 | Latina-Treviso  | 2-3 | 25-22, 22-25, 22-25, 25-23, 11-15 |

| 14-04 | Macerata-Cuneo | 3-2 | 26-24, 23-25, 25-23, 22-25, 15-13 |

| Semifinali |                  |     |                            |
|            |                  |     |                            |
| 18-04      | Piacenza-Perugia | 3-1 | 25-18, 25-16, 17-25, 25-22 |
| 18-04      | Macerata-Treviso | 1-3 | 24-26, 13-25, 25-22, 24-26 |

| 21-04 | Perugia-Piacenza | 1-3 | 23-25, 25-23, 17-25, 23-25 |
| 21-04 | Treviso-Macerata | 3-0 | 25-18, 25-20, 25-20        |

| 25-04 | Piacenza-Perugia | 3-0 | 26-24, 25-14, 25-19               |
| 24-04 | Macerata-Treviso | 2-3 | 18-25, 19-25, 25-20, 25-23, 11-15 |

| Finale |                  |     |                            |
|        |                  |     |                            |
| 02-05  | Treviso-Piacenza | 3-1 | 25-22, 18-25, 25-23, 25-23 |
| 09-05  | Piacenza-Treviso | 1-3 | 23-25, 25-21, 20-25, 20-25 |
| 12-05  | Treviso-Piacenza | 3-0 | 26-24, 27-25, 25-21        |

## Verdetti
- Treviso Campione d'Italia 2003-04 e qualificata alla Champions League 2004-05.
- Piacenza qualificata alla Champions League 2004-05.
- Trentino,  Lube e  Sempre Padova qualificate alla Coppa CEV 2004-05.
- 4 Torri Ferrara e  Adriavolley retrocesse in Serie A2 2004-05.

## Statistiche
| Rendimento individuale | Rendimento individuale | Rendimento individuale | Rendimento individuale |
| Pos.                   | Nome                   | Punti                  | Squadra                |
| ---------------------- | ---------------------- | ---------------------- | ---------------------- |
| 1                      | Mauro Gavotto          | 542                    | 4 Torri Ferrara        |
| 2                      | Vencislav Simeonov     | 504                    | Sempre Padova          |
| 3                      | Joel Monteiro          | 497                    | Gabeca                 |
| 4                      | Igor Omrčen            | 483                    | Ducato                 |
| 5                      | Ivan Miljković         | 472                    | Lube                   |
| 6                      | Richard Schuil         | 470                    | Capurso Gioia          |
| 7                      | Francesco Biribanti    | 469                    | Latina                 |
| 8                      | Stanislav Dinejkin     | 433                    | Treviso                |
| 9                      | Juan Carlos Cuminetti  | 430                    | Perugia                |
| 10                     | Guido Görtzen          | 413                    | Perugia                |

| Attacchi vincenti | Attacchi vincenti     | Attacchi vincenti | Attacchi vincenti |
| Pos.              | Nome                  | Punti             | Squadra           |
| ----------------- | --------------------- | ----------------- | ----------------- |
| 1                 | Mauro Gavotto         | 485               | 4 Torri Ferrara   |
| 2                 | Igor Omrčen           | 424               | Ducato            |
| 3                 | Vencislav Simeonov    | 422               | Sempre Padova     |
| 4                 | Ivan Miljković        | 418               | Lube              |
| 5                 | Joel Monteiro         | 403               | Gabeca            |
| 6                 | Richard Schuil        | 399               | Capurso Gioia     |
| 7                 | Stanislav Dinejkin    | 386               | Treviso           |
| 7                 | Francesco Biribanti   | 386               | Latina            |
| 9                 | Juan Carlos Cuminetti | 365               | Perugia           |
| 10                | Guido Görtzen         | 357               | Perugia           |

| Muri vincenti | Muri vincenti          | Muri vincenti | Muri vincenti   |
| Pos.          | Nome                   | Punti         | Squadra         |
| ------------- | ---------------------- | ------------- | --------------- |
| 1             | Massimiliano Di Franco | 78            | Gabeca          |
| 2             | Luca Tencati           | 69            | Treviso         |
| 2             | Michal Rak             | 69            | Trentino        |
| 4             | Luigi Mastrangelo      | 69            | Lube            |
| 5             | Gregor Jerončić        | 66            | Sempre Padova   |
| 6             | Rodrigo Santana        | 62            | 4 Torri Ferrara |
| 7             | Gustavo Endres         | 61            | Latina          |
| 7             | Paolo Cozzi            | 61            | Daytona         |
| 9             | Aleksej Kazakov        | 56            | Trentino        |
| 10            | Vigor Bovolenta        | 54            | Piacenza        |
| 10            | Martin Lébl            | 54            | Perugia         |

| Battute vincenti | Battute vincenti    | Battute vincenti | Battute vincenti |
| Pos.             | Nome                | Punti            | Squadra          |
| ---------------- | ------------------- | ---------------- | ---------------- |
| 1                | Joel Monteiro       | 67               | Gabeca           |
| 2                | Vencislav Simeonov  | 49               | Sempre Padova    |
| 2                | Richard Schuil      | 49               | Capurso Gioia    |
| 4                | Francesco Biribanti | 45               | Latina           |
| 5                | Dömötör Mészáros    | 37               | Sempre Padova    |
| 5                | Ángel Dennis        | 37               | Latina           |
| 7                | Andrea Sartoretti   | 34               | Trentino         |
| 8                | Osvaldo Hernández   | 32               | Piacenza         |
| 9                | Aleksej Kazakov     | 30               | Trentino         |
| 9                | Maikel Cardona      | 30               | Piemonte         |

| Ricezioni perfette | Ricezioni perfette   | Ricezioni perfette | Ricezioni perfette |
| Pos.               | Nome                 | Punti              | Squadra            |
| ------------------ | -------------------- | ------------------ | ------------------ |
| 1                  | Andrea Bari          | 467                | Capurso Gioia      |
| 2                  | Alessandro Trimarchi | 433                | Perugia            |
| 3                  | Pietro Rinaldi       | 419                | Latina             |
| 4                  | Gianluca Saraceni    | 404                | Gabeca             |
| 5                  | Goran Vujević        | 395                | Latina             |
| 6                  | Loris Manià          | 373                | Adriavolley        |
| 7                  | Andrea Zappaterra    | 372                | 4 Torri Ferrara    |
| 8                  | Guillaume Samica     | 358                | Adriavolley        |
| 9                  | Alessandro Farina    | 345                | Treviso            |
| 9                  | Renaud Herpe         | 345                | Capurso Gioia      |

NB: I dati sono riferiti esclusivamente alla regular season.